# Worapoj Petchkoom
Worapoj Petchkoom (n. 18 mai 1981, Districtul Phanom, Provincia Surat Thani, Thailanda) este un boxer ce a reprezentat Thailanda, medaliat olimpic. A participat la 2 ediții ale Jocurilor Olimpice (2004, 2008) în care a câștigat o medalie de argint.